# Institut de la sécurité de l'information du Québec
L'Institut de la sécurité de l’information du Québec (ISIQ) est une plateforme publique-privée d'échange d'information et de connaissances en matière de sécurité de l'information, ainsi qu'une base d'intervention dont la force repose sur l'expertise et les ressources de ses partenaires. L'ISIQ a cessé ses activités en date du 4 juin 2010.

## Présentation
Pour animer cette organisation québécoise, les partenaires sont convenus de confier au Centre de recherche informatique de Montréal (CRIM) le mandat de piloter la construction de l'ISIQ, principalement grâce à l'expertise de ses ressources et de sa neutralité. L'ISIQ s'inscrit en effet dans la mission du CRIM, dont plusieurs volets sont complémentaires en regard des technologies de l'information, à savoir :
- la recherche appliquée,
- la formation spécialisée,
- le développement logiciel et les meilleures pratiques en informatique,
- le test de logiciels.

L'ISIQ s'articule autour de quatre axes principaux d'intervention, soit :
- la prévention, l'information et la sensibilisation;
- la surveillance, détection et intervention;
- la veille et la recherche;
- le soutien à l'offre de services.